# Ashotsk
Ashotsk ou Ashotsq (en arménien Աշոցք) est une communauté rurale du marz de Shirak en Arménie. En 2008, elle compte 2 550 habitants.